# IC 4597
IC 4597 ist eine Linsenförmige Galaxie mit aktivem Galaxienkern vom Hubble-Typ S0/a im Sternbild Skorpion am Südsternhimmel. Sie ist schätzungsweise 192 Millionen Lichtjahre von der Milchstraße entfernt und hat einen Durchmesser von etwa 65.000 Lichtjahren.
Das Objekt wurde am 16. Juli 1903 von Royal Harwood Frost entdeckt.